# Capitignano
Capitignano là một đô thị thuộc tỉnh L'Aquila trong vùng Abruzzo Ý. Đô thị này có diện tích 30 km², dân số 689 người. Các làng trực thuộc: Aglioni, Colle Noveri, Mopolino, Pago, Paterno, Rovagnano, Sivignano. Các đô thị giáp ranh gồm: Campotosto, L'Aquila, Montereale, Pizzoli